# Szent György-fatemplom (Kide)
A kidei Szent György-fatemplom műemlékké nyilvánított épület Romániában, Kolozs megyében. A romániai műemlékek jegyzékében a  CJ-II-m-B-07564 sorszámon szerepel.